# Aberchirder
Aberchirder, schottisch-gälisch Obar Chiardair, ist eine Ortschaft in der schottischen Council Area Aberdeenshire. Sie liegt jeweils rund 15 Kilometer südwestlich von Banff und nordöstlich von Huntly. Die nächstgelegene Ortschaft ist der vier Kilometer südwestlich am Deveron gelegene Marnoch. Aberchirder liegt an dem Bach Burn of Auchintoul und ist durch die A97 (Banff–Dinnet) direkt an das Fernstraßennetz angeschlossen. Einen eigenen Bahnhof besitzt die Ortschaft nicht.

## Geschichte
Der Steinkreis von Thorax liegt auf der gleichnamigen Farm am Culvie Hill, nordwestlich von Aberchirder. Aberchirder entstand im Jahre 1764 als Plansiedlung von Alexander Gordon of Auchintoul, was heute noch an dem regelmäßigen Straßenverlauf erkennbar ist. Südlich befindet sich das Tower House Kinnairdy Castle, dessen älteste Teile aus dem frühen 15. Jahrhundert stammen. Es befand sich im Besitz des Clans Innes. Das Bauwerk ist heute als Denkmal der höchsten Kategorie A gelistet.
Im Jahre 1881 wurden in Aberchirder 1358 Einwohner gezählt. Während die Einwohnerzahl bis 1961 auf 754 abgesunken war, stieg sie bis 2011 stetig auf zuletzt 1237 an.